# Jenni Rivera
Jenni Rivera, właśc. Jenny Dolores Rivera Saavedra (ur. 2 lipca 1969 w Long Beach, zm. 9 grudnia 2012 w Iturbide w Meksyku) – amerykańska piosenkarka meksykańskiego pochodzenia, wykonująca muzykę etniczną – latynoamerykańską (banda i norteño).
Jej piosenki często dotykają tematów społecznych, niewierności, relacji między mężczyzną i kobietą. Dziesiąty album studyjny jej autorstwa – Jenni (2008) – był jednocześnie pierwszym, który wspiął się na pierwsze miejsce zestawienia Billboard Top Latin Albums. Duży sukces komercyjny sprawił m.in., że pojawiła się w reality show Jenni Rivera Presents: Chiquis & Raq-C (była zarówno występującą, jak i producentką).
Zginęła w katastrofie lotniczej, która miała miejsce w Iturbide w północnym Meksyku 9 grudnia 2012.

## Dyskografia
- Homenaje A Las Grandes (2003)
- Simplemente La Mejor (2004)
- Parrandera, Rebelde y Atrevida (2005)
- En Vivo Desde Hollywood (2006)
- Besos y Copas Desde Hollywood (2006)
- Mi Vida Loca (2007)
- La DIva En Vivo (2007)
- Jenni (2008)
- Jenni: Super Deluxe (2009)
- La Gran Señora (2009)
- La Gran Señora En Vivo (2010)
- Joyas Prestadas (banda) (2011)
- Joyas Prestadas (Pop) (2011)